# مادر تالزین
تالزین (به انگلیسی: Talzin) جادوگر اعظم سیاره داثومیر و رهبر گروه خواهران شب بود که به استفاده از حالت خاصی از نیرو که حالتی سبزفام و بخارگونه داشت،وابسته بودند.
سال ها پیش از وقایع قسمت اول(تهدید شبح)تالزین اقدام به همکاری با دارث سیدیوس کرد بلکه این عمل باعث گسترش قدرت و فهم هردو طرف،از جنبه های مختلف نیرو شود.با این حال دارث سیدیوس پس از گذشت مدتی به تالزین خیانت کرد و یکی از زابراک های تحت آموزش او را که پتانسیل بالایی در استفاده از نیرو داشت،دزدید.این زابراک سال ها توسط سیدیوس آموزش دید تا به همان دارث ماول قسمت اول فیلم که جنگجویی تاریک و قدرتمند بود بدل شد.
پس از ماول،تالزین،برای جبران از دست رفتن شاگردش،اقدام به پرورش دو شاگرد سیث کرد تا از این طریق بتواند انتقامش را با ضربه زدن به شاگرد دارث سیدیوس یعنی کنت دوکو بگیرد.این دو سیث آساج ونترس و ساواج اپرس بودند که به ترتیب تحت عنوان شاگرد،توسط دوکو به خدمت گرفته شدند.